# Kolontár
Kolontár est un village et une commune du comitat de Veszprém en Hongrie.

## Histoire
Le 6 octobre 2010, le village de 800 habitants est touché par une coulée de boue rouge toxique due à une catastrophe industrielle, à la suite de la rupture de la digue d'un réservoir de l'usine de raffinage et production d'aluminium d'Ajka , proche de la localité.

Kolontár est le premier village touché par l'accident et le plus gravement endommagé.